# Bentfort
Bentfort (ook: Bentfort van Valkenburg en: Drossaart Bentfort) is een Nederlands, uit Ameland afkomstig geslacht dat een kunstschilder, geneesheren en juristen voortbracht.

## Geschiedenis
De stamreeks begint met Frans Reinhart Bentfort, kastelein van het kasteel te Ballum in 1713 die na 1736 overleed. Hij werd als kastelein van het kasteel van Ballum opgevolgd door zijn echtgenote Rudolph(in)a Monheim, die kort voor 17 december 1765 overleed. Hun zoon Christiaan (1720-1787) werd bode van de Staten van Holland en West-Friesland in Den Haag.
Na de verwerving van de heerlijkheid Valkenburg door ds. Christiaan Reinhart Bentfort, heer van Valkenburg (1807-1864) nam zijn nageslacht de naam Bentfort van Valkenburg aan. Na een huwelijk in 1857 van een Bentfort met een Drossaart, nam dit nageslacht de naam Drossaart Bentfort aan.
De familie werd in 1962 opgenomen in het Nederland's Patriciaat.

## Enkele telgen
Christiaan Bentfort (1720-1787), bode van de Staten van Holland en West-Friesland
- Carel Bentfort (1759-?), burger van Gouda (1784), drogist, apotheker en kunstschilder
- Frans Reinhart Bentfort (1782-1845), heel- en vroedmeester te Zoeterwoude
  - Ds. Christiaan Reinhart Bentfort, heer van Valkenburg (1807-1864), predikant
    - Dr. Frans Christiaan Reinhart Bentfort (1829-1896), geneesheer; trouwde in 1857 met Anna Paulina Drossaart (1835-1922)
      - Christiaan Reinhart Drossaart Bentfort (1861-1926), belastingambtenaar, verkreeg bij Koninklijk Besluit in 1911 naamswijziging tot Drossaart Bentfort
      - Petronella Wilhelmina Drossaart Bentfort (1866-1953), verkreeg bij KB in 1911 naamswijziging tot Drossaart Bentfort

    - Dr. Jacobus Johannes Ewoud Bentfort (1831-1899), geneesheer
      - Christiaan Reinhart Jacobus Bentfort van Valkenburg (1859-1924), belastingontvanger, redacteur De Fiscus
        - Mr. Jan Bentfort van Valkenburg (1885-1951), vicepresident arrondissementsrechtbank te Dordrecht; trouwde in 1934 met zijn achternicht Henriette Wilhelmine Jeannette Johanna Florentine Bentfort van Valkenburg (1883)

      - Jacoba Johanna Ewoudina Bentfort (1874-1957); trouwde in 1900 met haar neef Harmen Willem Jan Bentfort van Valkenburg (1871-1951), majoor

    - Mr. Marinus Gijsbertus Bentfort van Valkenburg (1836-1889), griffier kantongerecht en lid gemeenteraad te Vollenhove
      - Harmen Willem Jan Bentfort van Valkenburg (1871-1951), majoor; trouwde in 1900 met zijn nicht Jacoba Johanna Ewoudina Bentfort (1874-1957)
      - Henriette Wilhelmine Jeannette Johanna Florentine Bentfort van Valkenburg (1883); trouwde in 1934 met haar achterneef mr. Jan Bentfort van Valkenburg (1885-1951), vicepresident arrondissementsrechtbank te Dordrecht

    - Christiaan Reinhart Bentfort van Valkenburg, heer van Valkenburg (-1885) (1846-1889), ritmeester

Geslachten die opgenomen zijn in het sinds 1910 verschijnende genealogische naslagwerk Nederland's Patriciaat. Lijst volgens opgave van het CBG Centrum voor familiegeschiedenis.
A · B · C · D · E · F · G · H · I · J · K · L · M · N · O · P · Q · R · S · T · U · V · W · Y · Z